# Villa Las Torres
La Villa Las Torres es un palacete de estilo modernista, situado en el municipio español de San Lorenzo de El Escorial (Madrid). Edificado en 1913 como una finca de recreo particular, pasó a manos municipales a finales del siglo XX a partir de una permuta urbanística, para posteriormente ser cedido a la Comunidad de Madrid, que procedió a su restauración entre 2003 y 2004. Se utiliza en la actualidad como pabellón estancial y de servicios, vinculado al Teatro Auditorio San Lorenzo de El Escorial.

## Descripción
El edificio se encuentra dentro de una parcela de 1.607 m², entre las calles de Juan de Toledo y de los Infantes, y tiene una superficie construida de 1.512 m², que se distribuyen en tres plantas, sótano y ático, además de un anexo, concebido originalmente como una cochera o garaje. Recibe su nombre de las dos torres ochavadas que flanquean su fachada principal.
Fue proyectado por el arquitecto Luis Vidal Tuasón, quien utilizó numerosos elementos art nouveau tanto en el trazado como en los detalles ornamentales. Por su configuración inequívocamente modernista, cabe destacar los remates dispuestos en los dos torreones y en la cochera, el cerramiento exterior, el mirador de hierro y cristal que custodia la entrada que da al jardín y los paneles cerámicos que adornan los antepechos de las ventadas de la segunda planta, obra de Daniel Zuloaga.